# Kim Seng Bridge
Die Kim Seng Bridge ist eine Straßenbrücke, die über den Singapore River in Singapur im Planungsgebiet Singapore River in der Region Central Region führt. Über die Brücke verläuft die Kim Seng Road. Beide sind benannt nach Tan Kim Seng, einem auch in Singapur tätigen Kaufmann und Philanthropen aus der ethnischen Gruppe der Peranakan.
In der Nähe von der Kim Seng Bridge, die heute den Singapore River (östlich der Brücke) und Alexandra Canal (westlich der Brücke, früher ein Fluss) teilt, wird im Allgemeinen die Quelle des Singapore River vermutet.
An der Stelle der heutigen Brücke errichtete bereits 1862 Tan Kim Seng die erste Brücke, die dann nach ihm genannt wurde. Sie wurde 1890 durch einen Neubau ersetzt. Der verstärkte Verkehr erzwang den Bau einer dritten Brücke, welche 1950/1951 gebaut wurde; der Name hat sich nicht geändert. Die neue Brücke bestand aus Spannbeton und Stahl. Die neue Brücke ist 20 m breit (doppelt so viel wie die Vorgängerbrücken), und 26 m lang und kann bis zu 13 Tonnen Gewicht per m² tragen.
Umgangssprachlich ist Kim Seng Bridge bekannt auch als Hong Hin Kio (丰兴桥) in Hokkien und Fung Heng Lo (ebenfalls 丰兴桥) in Kantonesisch.